# Mediterráneo español

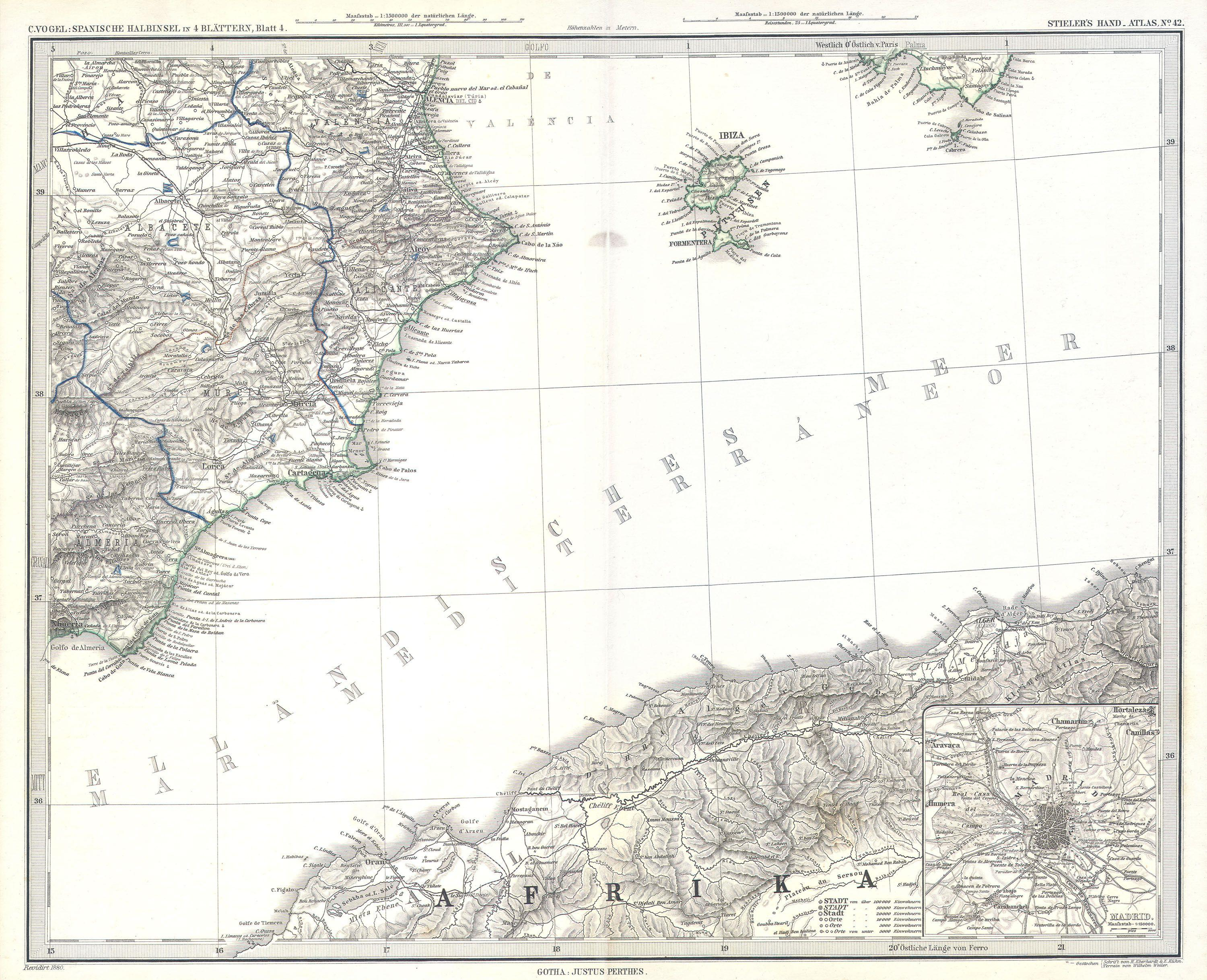
Mapa de 1873 de la zona marítima entre Mallorca, Cabo de Gata y la costa argelina.

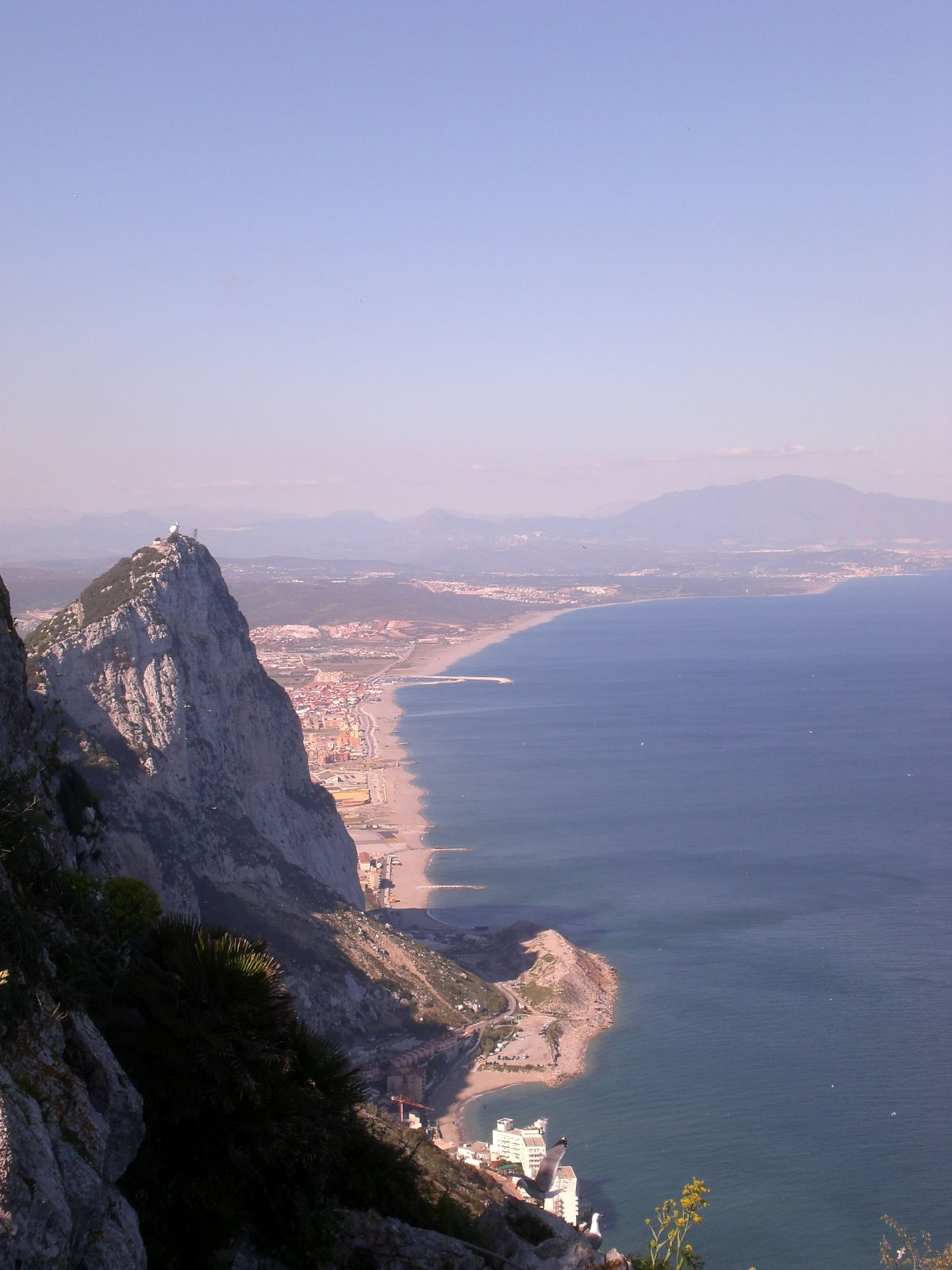
El comienzo del tramo español de la costa septentrional del Mediterráneo, al este de Gibraltar.

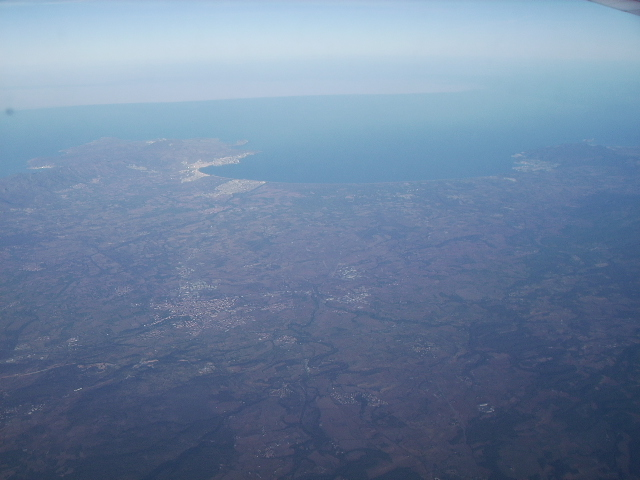
El final del tramo español de la costa septentrional del Mediterráneo, al sur de la frontera francesa (Cabo de Creus y Golfo de Rosas).

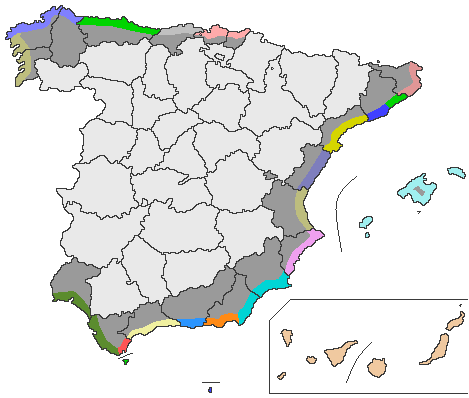
Costas turísticas.

Mediterráneo español es un concepto histórico con el que se designa a las zonas del Mar Mediterráneo, su costa y su cuenca que, por una u otra razón, están o han estado vinculados con España.

## Mediterráneo africano español
Ceuta, Melilla y el parte de los  territorio español en el norte de África están bañados por el Mediterráneo.
La vinculación a distintos reinos cristianos peninsulares de esa zona se remonta al siglo XV, y en distintos momentos de la Edad Moderna comprendió también Orán, Bugía, Argel y Túnez. En la Edad Antigua, la Diócesis de Hispania comprendía la provincia romana de Mauritania Tingitana; y posteriormente el reino visigodo de Toledo incluyó la región costera africana del Estrecho de Gibraltar. A lo largo de la Edad Media la relación entre la España musulmana y el norte de África fue muy dinámica, incluyendo sucesivas invasiones y la alternante subordinación política en ambos sentidos.
En la Edad Contemporánea, las llamadas Guerras de África impusieron la presencia colonial española en una zona que desde 1912 se denominó Protectorado español de Marruecos, descolonizado en 1956.

## Islas mediterráneas españolas
Las islas Baleares, las islas Columbretes y la isla de Alborán, además de algunos otros pequeños islotes costeros, son las islas españolas del Mediterráneo en la actualidad.

## Mediterráneo español peninsular
La zona más oriental de la península ibérica se conoce con el nombre de Levante español; mientras que la costa mediterránea andaluza o Mediterráneo andaluz no tiene más nombre peculiar que las distintas denominaciones turísticas de las zonas playeras de las provincias de Andalucía Oriental: Costa del Sol (la de la provincia de Málaga, aunque se le incluye el sector mediterráneo de la provincia de Cádiz, hasta Gibraltar), Costa Granadina y Costa de Almería. Las denominaciones turísticas playeras de las comunidades autónomas de Región de Murcia, Comunidad Valenciana y Cataluña son Costa Brava, Costa del Maresme, Costa del Garraf, Costa Dorada, Costa del Azahar, Costa Blanca y Costa Cálida.

## Puertos mediterráneos españoles
Los principales puertos mediterráneos españoles, algunos de ellos entre los más importantes del mundo en tráfico de mercancías y viajeros, son el puerto de Barcelona, el puerto de Tarragona, el puerto de Palma, el puerto de Castellón, el puerto de Valencia, el puerto de Alicante, el puerto de Cartagena, el puerto de Almería, el puerto de Motril, el puerto de Málaga, el puerto de Ceuta y el puerto de Melilla. Además de estos hay multitud de puertos de menores dimensiones, o de actividad pesquera y deportiva.